# Річард Фарінья
Річард Джордж Фарінья (англ. Richard George Fariña, 8 березень, 1937 — 30 квітня 1966) — американський письменник та фолк-співак. Автор роману «Been Down So Long It Looks Like Up To Me».

## Дитинство та юність
Народився 8 березня 1937 року в католицькому районі Брукліна, в сім'ї іммігрантів: кубинця Рікардо Фаріньяса (після переїзду до США став Річардом Фарінья) та ірландки Терези Крозьє. Був хворобливою дитиною, ходив у католицьку школу та жодного інтересу ані до музики, ані до літератури не проявляв. Дослухавшись поради батька, навчався на інженерному факультеті Корнелльського університету, але на фінальному іспиті замість відповіді на екзаменаційне питання він написав велику неримовану поему про причини обрання для себе літературної кар'єри. Дізнавшись про цей вчинок, Річард Фарінья-старший проїхав за п'ять годин відстань від Брукліна до Ітікі та запитав викладача університету Джеймса Макконкі щодо схильності сина до літератури. Юний Річард продовжив навчання на літературному факультеті. В той час на ньому викладали поет У. Дю Снодграсс, автор коротких оповідань Джеймс Макконкі та письменник Володимир Набоков. Фарінья дебютував на конкурсі малої прози з оповіданням «Із книгою Ділана в руці». 
Під час навчання Фарінья знайомиться із Томасом Пінчономм, який в майбутньому став відомим американським письменником-постмодерністом. Деякий час вони навіть жили разом, але відлюденний характер Пінчона змусив їх роз'їхатися. Попри це, дружба письменників продовжувалася до самої смерті Річарда Фаріньї. Йому присвячений роман Пінчона «Веселка гравітації». 

## Кар'єра співака та письменника

Обкладинка першого альбому Річарда та Мімі

За декілька місяців до випускних іспитів Фарінья залишає університет та їде працювати в Нью-Йоркське рекламне агентство Дж. Уолтера Томпсона. Це був час становлення фолк-музики в Нью-Йорку. Річард Фарінья серйозно зацікавився нею і ввійшов у коло музикантів. Там він познайомився із вже відомою співачкою Керолайн Хестер. За 18 днів після знайомства вони побралися. 
Освоївши дульцимер, в 1962 році Річард Фарінья поїхав до Лондона, щоб зробити перші кроки в музиці. Там його сприйняли доволі позитивно, і в 1963 році разом з Еріком фон Шмідтом та Річардом та Етаном Сайнерами записує альбом «Дік Фарнья та Ерік фон Шмідт». В цьому ж альбомі під псевдонімом «Сліпий солдат» брав участь і Боб Ділан.
Невдовзі відносини між Керолайн та Річардом погіршилися, вони розлучилися 1963 року. Водночас із тим Фарінья знайомиться з Мімі Баез — рідною сестрою знаменитої фолк-зірки Джоан Баез. У квітні Фарінья та Мімі зареєстрували стосунки в паризькій мерії. Як фолк-дует, Мімі й Річард виступили в черві 1964 року на фестивалі в Біг-Сурі, Каліфорнія, одразу по завершенню якого їм надійшла пропозиція записати платівку. У вересні вони їдуть в Мангеттен, де в студії «Olmstead» записують альбом під назвою «Свято сірого дня».
Другий альбом був записаний через рік і мав назву «Віддзеркалювання у кришталевому вітрові».

## Загибель
Роман «Якщо дуже довго падати, можна вибратися вгору» вийшов 28 квітня, а 30 квітня в Мімі був день народження. Вранці в книгарні Монтерея відбулася презентація з автограф-сесією, ввечері в будинку найстаршої сестри Баез — Полін — Фарінья влаштував вечірку. В одного з малознайомого приятеля Річард був мотоцикл, на якому Фарінья із господарем поїхали кататися. За сорок хвилин гості почули поліцейські сирени. На великій швидкості мотоцикл не в'їхав у поворот. Водій отримав значні ушкодження, пасажир загинув на місці. Річарду було 29 років.

## «Якщо дуже довго падати, можна вибратися угору»
Свій єдиний роман письменник розпочав у 1960—1961 році. 1963 року він показав незакінчений рукопис твору своєму другу Томасу Пінчону: «Я надавав йому масу порад, зараз вже не пам'ятаю, яких саме. На щастя він не скористався жодною з них.»
В березні 1965 року видавництво «Random House» уклало із Річардом договір на публікацію роману й навіть виплатило аванс.
Виданий він був 28 квітня 1966 року, за два дні до загибелі письменника. Критика поставилася до роману досить прохолодно. Основне нерозуміння викликала персона головного героя — Гноссоса Паппадопуліса. Сам Річард Фарінья в есе для однієї з газет Сан-Франциско, що мало вийти 1 травня 1966 року, писав:
«Вирішення конфлікту між Внутрішнім та зовнішнім — ось, між іншим, визначений мотив, яким керується головний герой. Шкільному вчителеві, який вважає цей конфлікт незрозумілим, я б радив теорію виникнення Всесвіту на сторінці 237. Для скромника, що бачить в книзі неприкритий секс, підійде калькуляція на стор. 106. «Мінітменам»», які підозрюють у гедонізмі протагоніста заклик до бунту, раджу звернутися до того місця в романі, де німець аналізує третій вимір. Всі інші питання пропоную лишити до неділі 1-го травня, де під час зустрічі в книгарні «Discovery» я обіцяю пошукати відповіді серед керамічних голів.»
 Зустріч, зі зрозумілих причин не відбулася.
Роман витримав шість видань. 1971 року за романом був знятий фільм, визнаний невдалим. У середині 70-х на Бродвеї йшов спектакль «Річард Фарінья» із маловідомим тоді Річардом Гіром. 1973 року друг письменника Томас Пінчон присвятив йому свій найвідоміший роман «Веселка гравітації».